# Стоянов, Юрий Николаевич
Ю́рий Никола́евич Стоя́нов (род. 10 июля 1957 года, Одесса, Украинская ССР, СССР) — советский и российский актёр театра, кино и телевидения, юморист, телеведущий, пародист, прозаик, поэт, певец и музыкант; народный артист Российской Федерации (2001).
Автор, постановщик и исполнитель ролей (совместно с Ильёй Олейниковым) в телевизионной юмористической программе «Городок» (1993—2012).

## Биография

### Ранние годы

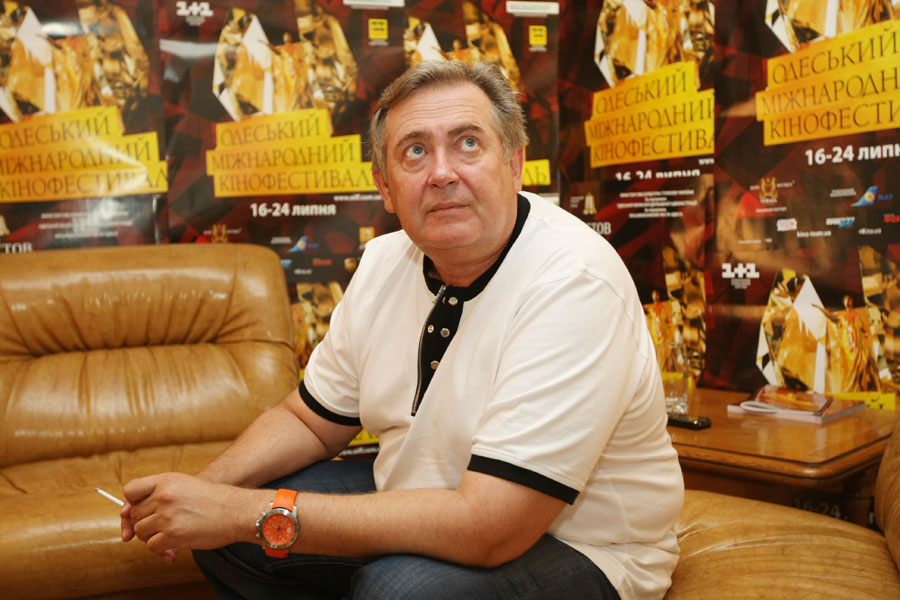
На Одесском международном кинофестивале, 2010 год

Родился 10 июля 1957 года в Одессе, в детстве переехал под Одессу в село Бородино.

«В селе Бородино была больничка. Мой отец, который после медицинского института мог запросто остаться в аспирантуре, выбрал это захолустное место, где не было даже электричества. Мать пошла учительствовать в сельскую школу и помогала отцу чем могла. Он ведь „работал в органах“ — был гинекологом. Поскольку в Бородине рожали редко, отец лечил не только от женских, но и от других болезней, а мама, когда требовалось, держала керосиновую лампу в операционной. Надо сказать, подвижничество отца не приносило пользы семье. Получал он сущие копейки».— 
Мать — русская, Евгения Леонидовна (род. 21 июня 1935) работала заместителем директора средней школы № 27 г. Одессы по воспитательной работе, директором педагогического колледжа и преподавала украинский язык и литературу, заслуженный работник просвещения Украины. Живёт в Одессе. Отец, Николай Георгиевич Стоянов, — бессарабский болгарин, работал гинекологом, умер в 1993 году.
Отец и мать проходили в селе Бородино послевузовскую практику, затем переехали в Одессу. Детство Стоянова прошло на Пересыпи. Потом они получили квартиру в хрущёвке.
Учился в 27-й школе, в которой работала его мать.

«Когда я был маленьким, моя мама — заместитель директора школы № 27 по воспитательной работе — абсолютно в духе своей должности сказала: „Я тебя выброшу с пятого этажа, с балкона“. То была угроза после какой-то двойки, на что я сказал: „Не выбрасывай меня, пожалуйста. Ты ещё будешь мною гордиться“».— 
В сочинении на тему «Место работы моего отца» нарисовал иллюстрацию из учебника по гинекологии.
В детстве начал писать стихи, играть на гитаре, занимался фехтованием, стал мастером спорта по фехтованию, учился в студии киноактёра при Одесской киностудии.
В 1974 году поступил в ГИТИС (курс педагога В. Н. Левертова). Однокурсниками Стоянова являлись Татьяна Догилева, с которой некоторое время у него был роман, и Виктор Сухоруков, который также являлся соседом Стоянова по комнате в общежитии института. Стоянов при этом был самым младшим на курсе, а Сухоруков — самым старшим. Учась в ГИТИСе, в 19 лет вступил в комсомол, а в БДТ был заместителем секретаря комсомольской организации.

### Карьера

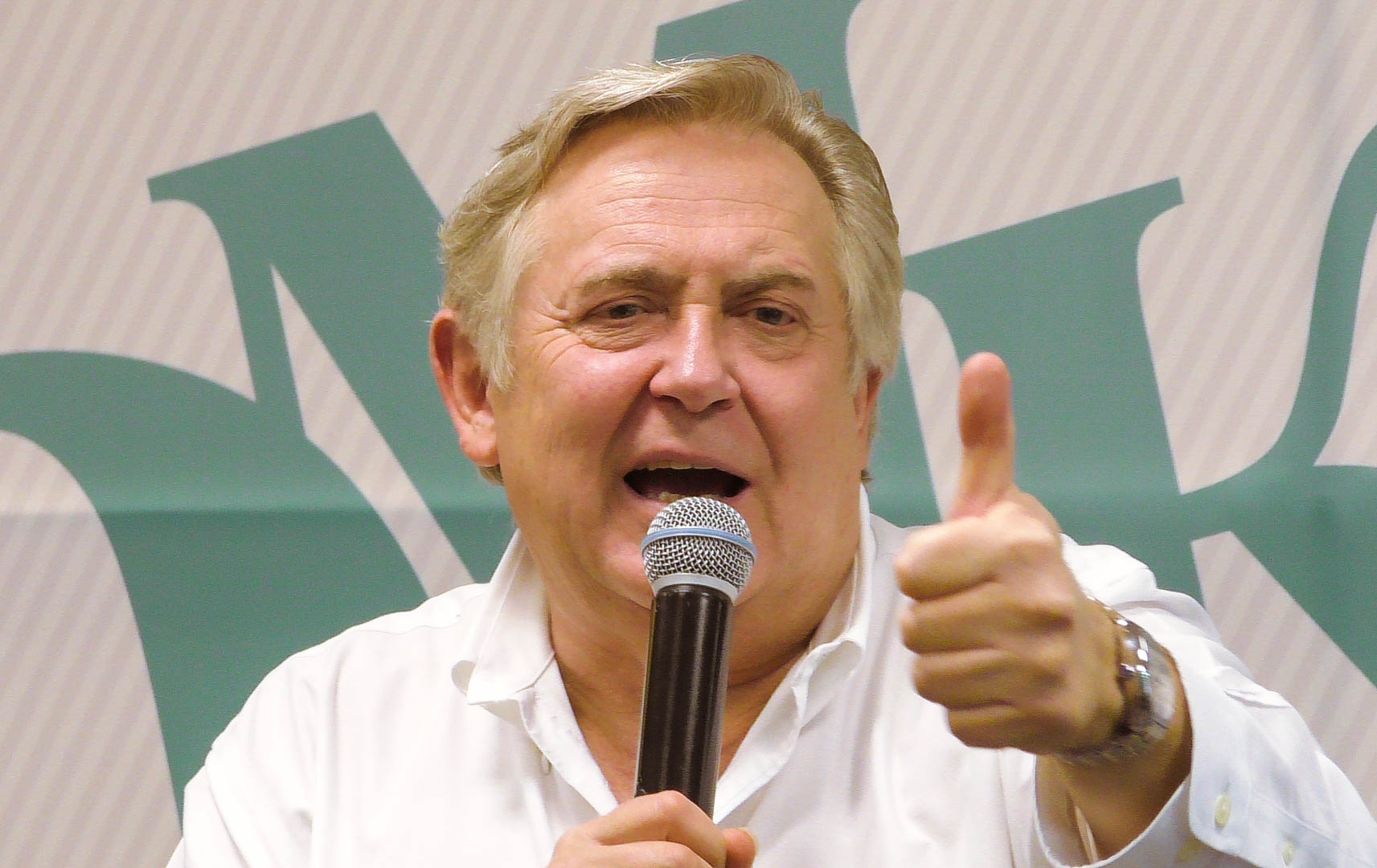
Во время встречи со зрителями,
2017 год

После окончания института в 1978 году служил  в Большом драматическом театре имени Товстоногова  с 1978 по 1995 год. В БДТ играл в основном второстепенные роли и роли, в которых нужно было петь и играть на гитаре. Единственной большой ролью Стоянова за время его работы в БДТ была роль Моцарта в спектакле «Амадеус».
В кино снимался в эпизодах с 1974 года. В частности, в 1986 году снялся у Леонида Менакера в роли гусарского офицера, приятеля Дантеса в фильме о дуэли и последних днях жизни А. С. Пушкина «Последняя дорога».
Всенародную известность Юрий Стоянов получил после выхода на экраны программы «Городок», которую создал и вёл вместе с товарищем Ильёй Олейниковым с 1993 по 2012 год. Оба родились в один день, но с разницей в 10 лет.
Играет в спектаклях театра «Балтийский дом». В качестве приглашённого артиста работает в спектаклях в МХТ имени Чехова.
С 2013 по 2015 год вёл программу «Большая семья» на канале «Культура». Одновременно с осени 2013 по 2015 год также вёл музыкальное телешоу «Живой звук» на канале «Россия-1».
В марте 2014 года подпись Стоянова появилась под обращением деятелей российской культуры против политики Президента РФ В. В. Путина по отношению к Украине. Сам артист отрицает, что подписывал данное обращение. В феврале 2018 года попал в базу данных сайта «Миротворец» из-за участия в съемках фильма «Неуловимые» в Крыму.
С 2015 года является советником дирекции филиала ФГУП ВГТРК ГТК «Телеканал Россия».
25 сентября 2015 года актёр принял участие в театрализованных онлайн-чтениях произведений А. П. Чехова «Чехов жив».
30 октября 2018 года вошёл в состав Совета по Общественному телевидению указом Президента Российской Федерации.
В 2019 году снимался в авторском юмористическом скетч-шоу на канале «Россия-1» «100янов». Партнёрами Стоянова на съёмочной площадке стали приглашённые звёзды российского кино и телевидения: Владимир Меньшов, Мария Аронова, Виктор Сухоруков, Юлия Ауг, Михаил Ефремов, Игорь Золотовицкий, Пётр Красилов, Андрей Мерзликин, Дмитрий Певцов, Григорий Сиятвинда, Глафира Тарханова, Сергей Угрюмов и Ян Цапник.
В апреле 2020 года создал собственный канал на YouTube под названием «Чисто поржать». На канале народный артист России размещает юмористические ролики на актуальные на момент выхода темы. Сюжеты снимаются в манере «Городка», а все роли исполняются одним Юрием Стояновым.
В 2021 году принимал участие в шоу «Маска» на телеканале НТВ в образе Банана. Покинул проект в 5 выпуске. В октябре этого же года стал приглашённым гостем во втором выпуске первого сезона музыкального проекта «Шоумаскгоон».
В 2022 году Юрий стал постоянным персонажем в рекламе сотового оператора «МТС». В серии роликов он воссоединился с партнёром по «Вампирам средней полосы» Глебом Калюжным, изобразив деда и внука с небольшими намёками и отсылками к сериалу.
В 2023-м был ведущим церемонии награждения II Национальной премии интернет-контента, вручаемой Институтом развития интернета (ИРИ).

### Личная жизнь
- Первая жена — Ольга Синельченко, искусствовед[9][26] (1978—1983[26]).
  - Сыновья — Николай[5][9] (1978[5]) и Алексей[5][9] (1980[5]).
- Вторая жена — Марина Венская[9][26] (1983—1995[27]) Детей в браке не было[9][26].
- Третья жена — Елена Стоянова[9][26] (с 2000[28])
  - Дочь — Екатерина (род. 16 апреля 2003)[29].

## Работы

### Театр

#### МХТ имени А. П. Чехова
- «Игра в городки» — актёр
- «Ночь влюблённых» — актёр
- «Женитьба» — Кочкарёв

Театр «Балтийский дом»
- «Перезагрузка» — Солик

#### БДТ
- «Амадеус» — Моцарт

#### Антреприза
- «Покровские ворота» — Лев Евгеньевич Хоботов
- «Спасти рядового Гамлета» — Юрий Николаевич

### Фильмография
- 1974 — Великое противостояние — актёр в роли партизана
- 1985 — Тихая застава — Вячеслав Поливанов
- 1986 — Последняя дорога — лейб-гусарский офицер, приятель Дантеса (в титрах не указан)
- 1990 — Панцирь — Рома, предприниматель
- 1990 — Анекдоты — Александр
- 1991 — Лапа — сотрудник спецслужбы
- 1991 — Ржавчина — следователь КГБ
- 1995 — Волшебный фонарь 2 — киномеханик
- 1996 — Карнавальная ночь 2 — Репак
- 1999 — Подвиги Геракла (короткометражка)
- 2000 — Ландыш серебристый — Стас Придорожный, музыкальный продюсер
- 2000 — Алхимики — Сатл, дворецкий, лже-алхимик
- 2003 — С ног на голову — Юрий Александрович Рубин
- 2004 — Три мушкетёра — Людовик XIII, король
- 2004 — Ландыш серебристый — Стас Придорожный, музыкальный продюсер
- 2005 — Нежная зима — Тарханов, кинорежиссёр
- 2006 — Три полуграции — Олег Степанович, коллега и будущий муж Натальи
- 2006 — Рекламная пауза — Горобов, директор московского рекламного агентства
- 2006 — Заяц над бездной — Семён Кузьмич Гроссу, первый секретарь ЦК КП Молдавской ССР
- 2007 — 12 — присяжный заседатель № 6, крупный бизнесмен, генеральный директор телеканала «ЛТВ», выпускник Гарвардского университета
- 2007 — Шекспиру и не снилось — Игнат Савич Мытников, директор провинциального театра
- 2007 — Бальзаковский возраст, или Все мужики сво... — Вадим, пациент и любовник Веры Большовой
- 2007 — Королевство кривых зеркал — продюсер, участник конкурса «Кривовидения» от Америки
- 2007 — Ералаш (выпуск № 215, сюжет «Про маленького Васю») — вор-домушник, ассистент слесаря
- 2008 — Гитлер капут! — Мартин Борман, рейхсляйтер
- 2008 — Мираж — работник заправки
- 2008 — Очень русский детектив — Джонни Уокер, американский детектив
- 2008 — Золотая рыбка — помощник «Золотой рыбки»
- 2008 — Марево — Иван Никифорович Довгочхун
- 2009 — Правдивая история об Алых парусах — Гез, бургомистр
- 2009 — Золотой ключик — кот Базилио
- 2010 — Смерть в пенсне, или Наш Чехов — Даниил Сорин
- 2010 — Человек у окна — Александр Дронов, актёр
- 2010 — Морозко — Морозко
- 2011 — Два пистолета. Неуловимый Бриллиант — босс
- 2011 — Ласточкино гнездо — Денис Иванович Корнилов, писатель, отец Иды
- 2011 — Олимпиада грабителей — начальник
- 2011 — Новые приключения Аладдина — визирь-колдун / экскурсовод / стюардесса
- 2012 — Zолушка — Виктор Павлович Чугайнов, нефтяной магнат
- 2012 — Белая гвардия — Блохин, генерал-майор
- 2012 — Красная Шапочка — Волк
- 2013 — Мы из джаза 2 — отец
- 2013 — Друзья друзей — отец Маши
- 2013 — Три богатыря — Илья Муромец, русский богатырь
- 2014 — Контуженый — Сергей Степанович Барабасов, бизнесмен, владелец казино
- 2014 — На крыльях — Георгий Андреевич Севастьянов, отец Егора
- 2014 — Скорый «Москва — Россия» — дядя Паша, машинист
- 2014 — Узнай меня, если сможешь — Роман Григорьевич Уваров
- 2014 — Море. Горы. Керамзит — Валентин Валентинович Недорылько, глава поселковой администрации
- 2015 — Бабье лето — Михаил, бывший муж Анны
- 2015 — Бармен — отец Юлии
- 2015 — Москва никогда не спит — Валерий Фёдорович, актёр
- 2015 — Кавказское трио — Эдуард Агаянц, врач
- 2016 — Можете звать меня папой — Борис Семёнович, отец Веры
- 2016 — Тень — Сергей Леонардович Панов («Серый»), кинорежиссёр, друг Бориса Гордина
- 2016 — Алмазы Сталина
- 2017 — Адаптация — Евгений Геннадьевич (ЕГ) Евдокимов, подполковник, начальник отделения ФСБ по городу Ноябрьску
- 2017 — Графомафия — Самуил Лошак, генеральный директор
- 2017 — Актриса — Василий, капитан, следователь
- 2018 — День до — Аркадий Зерцалов, поэт
- 2018 — Крымский мост. Сделано с любовью! — начальник стройки
- 2018 — Неуловимые — Бачило
- 2018 — Всё или ничего — Болеслав Викторович
- 2019 — Любовницы — Михаил
- 2019 — Доктор Рихтер 3 — Павел Сергеевич Некрасов
- 2019 — За кулисами (новелла «Худрук») — Валерий Петрович, худрук
- 2019 — Команда мечты — Константин Семёнович
- 2019 — Медный всадник России — господин Яковлев
- 2020 — Гудбай, Америка! — Виктор Сергеевич
- 2020 — Гости из прошлого — Матвей Платонович Пиотровский
- 2020 — МиниМакс — начальник Максима
- 2020 — Запасный выход — Пал Палыч Шишко, санитар морга, бывший вор
- 2021 — Love — Дима
- 2021 — Марлен — Марлен Георгиевич Симонов, следователь-«важняк» СК РФ
- 2021 — 2025— Вампиры средней полосы — Святослав Вернидубович Кривич, первородный вампир, предводитель смоленских вампиров
- 2021 — Бессмертные — Антон Синицын, писатель
- 2022 — Запасный выход — Павел Павлович Шишко
- 2022 — Папы — Василий Виноградов
- 2022 — Гости из прошлого 2 — Матвей Платонович Пиотровский
- 2022 — Везунчик (короткометражный) — бог мудрости
- 2022 — Яйцо Фаберже — Аристарх Ганнибалович Ёжиков (Фаберже), потомственный краевед
- 2023 — Мамонты — Николай Николаевич
- 2023 — Трепачи — Вячеслав Соколов
- 2023 — Культурная комедия — Белозёров
- 2023 — Запасный выход 2 — Пал Палыч Шишко, санитар морга, бывший вор
- 2023 — Трепачи — Вячеслав Соколов
- 2023 — Киношники — камео
- 2023 — Пять процентов — Николай Фомич Ферапонтов[30]
- 2023 — Артист с большой дороги — Николай Иванович Данилов
- 2024 — Игры — Леонид Ильич Брежнев, генеральный секретарь ЦК КПСС
- 2024 — Фантазёр, или Удивительный мир инженера Лужина — Олег Иванович Лужин / персонажи в фантазиях Лужина
- 2025 — На деревню дедушке — Дед

### Телеспектакли
- 1985 — Рядовые — молодой человек с гитарой
- 1986 — БДТ. Тридцать лет спустя — ведущий
- 1986 — Тема закрыта (фильм-спектакль)
- 1986 — Пиквикский клуб — Бен Эллен
- 1987 — Кащей Бессмертный — Буря-Богатырь-ветер
- 1989 — Смерть Тарелкина (фильм-спектакль) — полицейский Качала

### Дублирование
- 2000 — Брат 2 — нью-йоркский таксист (роль Романа Токаря)[31]
- 2011 — Мой парень из зоопарка — медведь Джером[32]
- 2021 — Гоу, Феликс![англ.] — Том[33]

### Озвучивание мультфильмов
- 2011 — Кукарача 3D — попугай Косой
- 2012 — Снежная королева — король
- 2016 — Синдбад: Пираты семи штормов — Борух, продавец лодок
- 2017 — Гурвинек: Волшебная игра — Эрудит

### Телевидение
- 1991—1993 — «Адамово яблоко» (Ленинградская программа/Санкт-Петербург)
- 1991—2007 — «Ельцину от Ельцина» (ЛОТ)
- 1992-«Кергуду!» (1-й канал Останкино, мини-сериал «Мой первый папа»)
- 1993-«Оба-на. Угол-шоу» (1-й канал Останкино)[34]
- 1993—2012 — «Городок» (РТР/Россия/Россия-1)
- 2000—2013; 2015—2024 — «Голубой огонёк на Шаболовке» (РТР/Россия/Россия-1) — гость в студии, исполнитель песен, ведущий (2004)[35]
- 2008, 2010 — «Маршрутка» (Пятый канал, изначально для РЕН ТВ) — консультант[36][37]
- 2008—2017 — «Новогодний парад звёзд» (Россия/Россия-1) — гость в студии
- 2009 — «Лучшие годы нашей жизни» (Россия) — ведущий[38]
- 2011—2013 — рекламное лицо «Триколор ТВ»
- 2013—2015 — «Большая семья» (Россия-Культура)
- 2013—2015 — «Живой звук» («Россия-1»)
- 2014-«Нам его не хватает» (Россия-1) — режиссёр и ведущий. Фильм посвящён памяти Ильи Олейникова.
- 2014—2016, 2019, 2025 — «Один в один!» (Россия-1) — член жюри
- 2017 — «Субботний вечер» (Россия-1) — модельер Юрген
- 2018—2019 — «Настоящая история» (Москва Доверие)
- 2019—2020 — «100янов» (Россия-1)
- 2021 — Участник шоу «Маска» в образе Банана (НТВ)
- 2022 — «Квартирник НТВ у Маргулиса. Юрий Стоянов[39]» — автор и исполнитель песен

## Признание
- 1996 — Лауреат премии ТЭФИ в номинации «Лучший ведущий развлекательной программы» (программа «Городок»)
- 1999 — Лауреат премии ТЭФИ в номинации «Развлекательная программа» (программа «Городок»)
- 2001 — Лауреат премии ТЭФИ в номинации «Лучший ведущий развлекательной программы» (программа «Городок»)
- 2001 — Народный артист Российской Федерации (26 апреля 2001 года) — за большие заслуги в области искусства[4]
- 2002 — Лауреат премии ТЭФИ в номинации «Развлекательная программа» (программа «Городок»)
- 2008 — «Золотой орёл» в номинации «За лучшую мужскую роль» (фильм «12»)
- 2012 — Почётный знак отличия Одесского городского головы «За заслуги перед городом» (11 июля 2012 года)[5]
- 2012 — Орден Почёта (12 июля 2012 года) — за большие заслуги в развитии отечественного телерадиовещания, культуры, печати и многолетнюю плодотворную работу[40]
- 2018 — Орден Александра Невского (10 сентября 2018 года) — за большой вклад в развитие отечественной культуры и искусства, многолетнюю плодотворную деятельность[41]
- 2021 — Почётная грамота правительства Российской Федерации (7 июля 2021 года) — за большой вклад в развитие отечественной культуры и искусства, многолетнюю плодотворную деятельность[42]

## Факты
- Сюжет фильма «Человек у окна», где герой Стоянова напоминает миграционному инспектору, оскорбившему среднеазиатских нелегалов «чурками», что когда-то они, узбеки, в годы эвакуации спасли десятки тысяч русских детей от смерти, напрямую перекликается с реальной историей матери Стоянова, которая в восьмилетнем возрасте была эвакуирована со своим братом из Сталинграда в Ташкент и спасена от смерти узбекской семьёй[43].
- В юности занимался фехтованием и был чемпионом Украинской ССР по данному виду спорта[44].